# Ibrahim Saddam Juma
Ibrahim Saddam Juma (* 1. Oktober 1993) ist ein ugandischer ehemaliger Fußballspieler.

## Vereinskarriere
Der offensive Mittelfeldspieler spielte in England, seiner Heimat Uganda sowie in Vietnam. 2010 absolvierte er ein Probetraining in England beim Premier-League-Verein FC Fulham.

## Nationalmannschaft
In der ugandischen Nationalmannschaft debütierte Juma Saddam im März 2010 bei einem Freundschaftsspiel gegen Tansania. In diesem Spiel erzielte er auch sein erstes Länderspieltor.